# MHC Barneveld
Mixed Hockey Club Barneveld is een hockeyclub uit het Nederlandse dorp Barneveld. De vereniging met ruim 400 leden is opgericht in 1966 en is sinds 1991 gevestigd op de wethouder Rebellaan in Barneveld. 
De club heeft de beschikking over 1 water, 1 semi en 1 zand  kunstgrasveld. Het eerste herenelftal en het eerste dameselftal komen beide uit in de tweede klasse. In 2017 haalde de club het nieuws nadat Comité Dierennoodhulp bekend maakte aangifte te doen tegen de club. De club gebruikte tijdens het "Scharrelei-toernooi" vijftig levende kuikens als attractie voor de kinderen.